# Yomiuri Football Club 1991-1992
Questa voce raccoglie le informazioni riguardanti lo Yomiuri Football Club nelle competizioni ufficiali della stagione 1991-1992.

## Stagione
Nella sua ultima stagione da squadra dilettantistica, lo Yomiuri difese il proprio titolo di campione del Giappone imponendosi senza particolari difficoltà in un torneo in cui riportò una sola sconfitta e concluse a +8 dalla seconda. La squadra ebbe inoltre occasione di giocarsi le coppe fino all'ultimo atto: se nell'ultima edizione della Japan Soccer League Cup lo Yomiuri riuscì ad affermarsi al termine di una finale ricca di reti e decisa da una rete di Kitazawa a tempo scaduto, in Coppa dell'Imperatore la squadra fu sconfitta ai tiri di rigore nella finale contro i rivali del Nissan Motors. Poco degna di nota fu infine la prestazione della squadra nel Campionato d'Asia per club, dal quale si ritirò dopo aver superato in rimonta il primo turno.

## Maglie e sponsor
Le maglie della squadra, prodotte dalla Puma, recano sulla parte anteriore la scritta Yomiuri.
| Manica sinistra · Manica sinistra · Maglietta · Maglietta · Manica destra · Manica destra · Pantaloncini · Calzettoni | Manica sinistra · Manica sinistra · Maglietta · Maglietta · Manica destra · Manica destra · Pantaloncini · Calzettoni |  |

## Rosa
| N. |                     | Ruolo | Calciatore        |
| -- | ------------------- | ----- | ----------------- |
| 1  | Giappone (bandiera) | P     | Shinkichi Kikuchi |
| 2  | Giappone (bandiera) | D     | Yasuharu Kurata   |
| 3  | Giappone (bandiera) | D     | Yoshiyuki Katō    |
| 4  | Giappone (bandiera) | D     | Takumi Horiike    |
| 5  | Giappone (bandiera) | D     | Hisashi Katō      |
| 6  | Giappone (bandiera) | D     | Satoshi Tsunami   |
| 7  | Giappone (bandiera) | D     | Yasutoshi Miura   |
| 8  | Giappone (bandiera) | A     | Tetsuya Totsuka   |
| 9  | Giappone (bandiera) | A     | Nobuhiro Takeda   |
| 10 | Giappone (bandiera) | C     | Ruy Ramos         |
| 11 | Giappone (bandiera) | A     | Kazuyoshi Miura   |
| 12 | Giappone (bandiera) | A     | Shinji Fujiyoshi  |
| 13 | Giappone (bandiera) | A     | Masahiro Sukigara |
| 14 | Giappone (bandiera) | C     | Tsuyoshi Kitazawa |

| N. |                     | Ruolo | Calciatore        |
| -- | ------------------- | ----- | ----------------- |
| 15 | Brasile (bandiera)  | C     | Pericles          |
| 16 | Giappone (bandiera) | C     | Shirō Kikuhara    |
| 17 | Giappone (bandiera) | C     | Hiroshi Saitō     |
| 18 | Giappone (bandiera) | P     | Takayuki Fujikawa |
| 19 | Brasile (bandiera)  | D     | Juninho Fonseca   |
| 20 | Brasile (bandiera)  | A     | Toninho           |
| 21 | Giappone (bandiera) | P     | Kazuya Nakamura   |
| 22 | Giappone (bandiera) | C     | Ryuichi Yoneyama  |
| 23 | Giappone (bandiera) | D     | Tadashi Nakamura  |
| 25 | Giappone (bandiera) | C     | Tomohiro Hasumi   |
| 27 | Giappone (bandiera) | D     | Koichi Togashi    |
| 28 | Giappone (bandiera) | C     | Kōji Seki         |
| 29 | Giappone (bandiera) | A     | Yoshinori Abe     |

## Statistiche

### Statistiche di squadra
| Competizione          | Punti | Totale | Totale | Totale | Totale | Totale | Totale | DR  |
| Competizione          | Punti | G      | V      | N      | P      | Gf     | Gs     | DR  |
| --------------------- | ----- | ------ | ------ | ------ | ------ | ------ | ------ | --- |
| JSL Division 1        | 51    | 22     | 15     | 6      | 1      | 43     | 13     | +30 |
| JSL Cup               | -     | 5      | 5      | 0      | 0      | 18     | 6      | +12 |
| Coppa dell'Imperatore | -     | 5      | 4      | 1      | 0      | 9      | 3      | +6  |
| Campionato d'Asia     | -     | 2      | 1      | 0      | 1      | 3      | 2      | +1  |
| Totale                | -     | 34     | 25     | 7      | 2      | 73     | 24     | +49 |

### Statistiche dei giocatori
| Giocatore    | JSL      | JSL  | JSL         | JSL        | JSL Cup  | JSL Cup | JSL Cup     | JSL Cup    | Coppa dell'Imperatore | Coppa dell'Imperatore | Coppa dell'Imperatore | Coppa dell'Imperatore | Campionato d'Asia | Campionato d'Asia | Campionato d'Asia | Campionato d'Asia | Totale   | Totale | Totale      | Totale     |
| Giocatore    | Presenze | Reti | Ammonizioni | Espulsioni | Presenze | Reti    | Ammonizioni | Espulsioni | Presenze              | Reti                  | Ammonizioni           | Espulsioni            | Presenze          | Reti              | Ammonizioni       | Espulsioni        | Presenze | Reti   | Ammonizioni | Espulsioni |
| ------------ | -------- | ---- | ----------- | ---------- | -------- | ------- | ----------- | ---------- | --------------------- | --------------------- | --------------------- | --------------------- | ----------------- | ----------------- | ----------------- | ----------------- | -------- | ------ | ----------- | ---------- |
| Y. Abe       | 2        | 0    | 0           | 0          | 0        | 0       | 0           | 0          | ?                     | ?                     | ?                     | ?                     | ?                 | ?                 | ?                 | ?                 | 2+       | 0+     | 0+          | 0+         |
| T. Fujikawa  | 16       | 0    | 0           | 0          | 0        | 0       | 0           | 0          | ?                     | ?                     | ?                     | ?                     | ?                 | ?                 | ?                 | ?                 | 16+      | 0+     | 0+          | 0+         |
| Juninho      | 6        | 0    | 0           | 0          | 0        | 0       | 0           | 0          | ?                     | ?                     | ?                     | ?                     | ?                 | ?                 | ?                 | ?                 | 6+       | 0+     | 0+          | 0+         |
| S. Fujiyoshi | 2        | 0    | 0           | 0          | 1        | 0       | 0           | 0          | ?                     | ?                     | ?                     | ?                     | ?                 | ?                 | ?                 | ?                 | 3+       | 0+     | 0+          | 0+         |
| T. Horiike   | 22       | 0    | 0           | 0          | 5        | 0       | 0           | 0          | ?                     | ?                     | ?                     | ?                     | ?                 | ?                 | ?                 | ?                 | 27+      | 0+     | 0+          | 0+         |
| H. Kato      | 20       | 0    | 0           | 0          | 0        | 0       | 0           | 0          | ?                     | ?                     | ?                     | ?                     | ?                 | ?                 | ?                 | ?                 | 20+      | 0+     | 0+          | 0+         |
| Y. Kato      | 2        | 0    | 0           | 0          | 1        | 0       | 0           | 0          | ?                     | ?                     | ?                     | ?                     | ?                 | ?                 | ?                 | ?                 | 3+       | 0+     | 0+          | 0+         |
| S. Kikuchi   | 6        | 0    | 0           | 0          | 5        | 0       | 0           | 0          | ?                     | ?                     | ?                     | ?                     | ?                 | ?                 | ?                 | ?                 | 11+      | 0+     | 0+          | 0+         |
| S. Kikuhara  | 16       | 1    | 0           | 0          | 4        | 0       | 0           | 0          | 2                     | 0                     | 0                     | 0                     | ?                 | ?                 | ?                 | ?                 | 22+      | 1+     | 0+          | 0+         |
| T. Kitazawa  | 20       | 2    | 0           | 0          | 4        | 1       | 0           | 0          | ?                     | ?                     | ?                     | ?                     | ?                 | ?                 | ?                 | ?                 | 24+      | 3+     | 0+          | 0+         |
| Y. Kurata    | 2        | 0    | 0           | 0          | 4        | 0       | 0           | 0          | ?                     | ?                     | ?                     | ?                     | ?                 | ?                 | ?                 | ?                 | 6+       | 0+     | 0+          | 0+         |
| K. Miura     | 21       | 6    | 0           | 0          | 5        | 2       | 0           | 0          | ?                     | ?                     | ?                     | ?                     | ?                 | ?                 | ?                 | ?                 | 26+      | 8+     | 0+          | 0+         |
| Y. Miura     | 7        | 0    | 0           | 0          | 5        | 0       | 0           | 0          | ?                     | ?                     | ?                     | ?                     | ?                 | ?                 | ?                 | ?                 | 12+      | 0+     | 0+          | 0+         |
| M. Miyamura  | 13       | 0    | 0           | 0          | 1        | 0       | 0           | 0          | ?                     | ?                     | ?                     | ?                     | ?                 | ?                 | ?                 | ?                 | 14+      | 0+     | 0+          | 0+         |
| T. Nakamura  | 1        | 0    | 0           | 0          | 1        | 0       | 0           | 0          | ?                     | ?                     | ?                     | ?                     | ?                 | ?                 | ?                 | ?                 | 2+       | 0+     | 0+          | 0+         |
| R. Ramos     | 18       | 2    | 0           | 0          | 5        | 0       | 0           | 0          | ?                     | ?                     | ?                     | ?                     | ?                 | ?                 | ?                 | ?                 | 23+      | 2+     | 0+          | 0+         |
| M. Sukigara  | 2        | 0    | 0           | 0          | 0        | 0       | 0           | 0          | 0                     | 0                     | 0                     | 0                     | ?                 | ?                 | ?                 | ?                 | 2+       | 0+     | 0+          | 0+         |
| N. Takeda    | 20       | 6    | 0           | 0          | 5        | 5       | 0           | 0          | ?                     | ?                     | ?                     | ?                     | ?                 | ?                 | ?                 | ?                 | 25+      | 11+    | 0+          | 0+         |
| Toninho      | 21       | 18   | 0           | 0          | 5        | 10      | 0           | 0          | ?                     | ?                     | ?                     | ?                     | ?                 | ?                 | ?                 | ?                 | 26+      | 28+    | 0+          | 0+         |
| T. Totsuka   | 21       | 4    | 0           | 0          | 5        | 0       | 0           | 0          | ?                     | ?                     | ?                     | ?                     | ?                 | ?                 | ?                 | ?                 | 26+      | 4+     | 0+          | 0+         |
| S. Tsunami   | 21       | 0    | 0           | 0          | 5        | 0       | 0           | 0          | ?                     | ?                     | ?                     | ?                     | ?                 | ?                 | ?                 | ?                 | 26+      | 0+     | 0+          | 0+         |